# 佐村・トラヴィス・幹久
佐村・トラヴィス・幹久（さむら・トラヴィス・みきひさ、1993年10月9日 - ）は、沖縄県宜野湾市出身の元プロ野球選手（投手）。右投右打。
実父はアフリカ系アメリカ人。

## 経歴

### プロ入り前
小学6年から軟式野球を始めた。普天間中学では、3年時から投手を務めた。
沖縄県立浦添商業高等学校に進学すると、2年時夏の沖縄県予選で初登板し最速142km/hをマークした。しかし、秋以降は成長痛の影響もあり登板が減少。3年時夏の沖縄県予選では、背番号16で主にリリーフとして登板。自己最速の144km/hをマークするも、チームは3回戦で中部商業高に延長13回の末に4-5で敗退した。
2011年10月27日、プロ野球ドラフト会議で横浜ベイスターズから6巡目で指名。11月19日に、契約金2000万円、年俸480万円（金額は推定）という条件で契約した。背番号は68。

### DeNA時代
2012年には、一・二軍を通じて1試合も登板しないまま、11月1日に球団からいったん戦力外通告を受けた。翌2013年からの育成選手契約への移行を念頭に置いた措置のはずだったが、実際には、球団フロントがトラヴィスに翌年の契約書を記入させた後で戦力外を通告。通告後に球団がNPBへ確認したところ、「支配下登録選手と育成選手契約を結ぶためには、戦力外通告を経なければならない」という野球協約の規定に抵触することが判明した。このような球団側の不手際によって、トラヴィスは一時、自由契約選手扱いで12球団合同トライアウトの参加やDeNA以外の球団への移籍が可能な状況に置かれた。トラヴィス自身は、野球協約での規定に沿って、トライアウト終了後の11月9日にDeNA球団との間で育成選手契約を締結。背番号も114に変更した。ちなみに、同期の古村徹も同じ過程を経て育成選手契約に移行している。
2013年には、イースタン・リーグ公式戦4試合に登板。0勝1敗、防御率2.70という成績を残した。シーズンの終了後には、NPBから自由契約選手として公示された後に、11月19日に育成選手として再契約へ至った。
2014年には、1月7日に登録名をトラヴィスへ変更。イースタン・リーグ公式戦では、ストレートで最速151km/hを計測した。しかし、公式戦にはこの試合へ登板しただけで、10月3日に戦力外通告を受けた。10月31日付で、NPBから自由契約選手として公示。

### 阪神時代
2014年11月12日に、阪神タイガースがトラヴィスと契約したことを発表した。育成選手としての契約で、背番号は118。
2015年には、阪神球団がBCリーグの福井ミラクルエレファンツと業務提携を結んだことを背景に、同リーグの後期限定（7月1日から9月30日まで）で福井に派遣。福井では、主に先発投手として、リーグ戦17試合に登板した。その一方で、派遣前にはウエスタン・リーグ公式戦4試合へ登板。1勝0敗、防御率0.50という成績を残した。故障に見舞われ続けたDeNA時代から一転して、故障と無縁でシーズンを終えられたことから、11月13日には育成選手としての再契約に至った。
2016年には、ウエスタン・リーグ公式戦1試合に登板したが、10月1日に球団から戦力外を通告。10月31日に、NPBから自由契約選手として公示された。

### 阪神退団後
NPB他球団での現役続行を希望していることから、2016年11月12日には、阪神球団の本拠地・阪神甲子園球場で開催の12球団合同トライアウトに参加。参加42投手で最後に登板すると、シートバッティング形式で対戦した打者3人を無安打に抑えるとともに、1つの三振を奪った。
2017年5月からは社会人クラブチーム・OBC高島に、福井時代の同僚で、監督を務める野原祐也からの誘いで加入した。2018年をもって退部した。
2019年4月30日放送の『週刊EXILE』（TBS）で、「DEEP VOCALIST AUDITION」に参加している様子が映された。

## 選手としての特徴・人物
投手経験は浅いながらも、193cmの長身から投げ下ろす最速151km/hのストレートと落差のあるフォークが武器。

## 詳細情報

### 年度別投手成績
- 一軍公式戦出場なし

### 独立リーグでの投手成績
| 年 度     | 球 団     | 登 板 | 完 投 | 勝 利 | 敗 戦 | セ 丨 ブ | 勝 率 | 打 者 | 投 球 回 | 被 安 打 | 被 本 塁 打 | 与 四 球 | 与 死 球 | 奪 三 振 | 暴 投 | ボ 丨 ク | 失 点 | 自 責 点 | 防 御 率 | W H I P |
| --------- | --------- | ----- | ----- | ----- | ----- | -------- | ----- | ----- | -------- | -------- | ----------- | -------- | -------- | -------- | ----- | -------- | ----- | -------- | -------- | ------- |
| 2015      | 福井      | 17    | 0     | 0     | 2     | 0        | .000  | 121   | 23.2     | 22       | 0           | 25       | 4        | 17       | 4     | 1        | 21    | 17       | 6.46     | 2.03    |
| 通算：1年 | 通算：1年 | 17    | 0     | 0     | 2     | 0        | .000  | 121   | 23.2     | 22       | 0           | 25       | 4        | 17       | 4     | 1        | 21    | 17       | 6.46     | 2.03    |

### 背番号
- 68 （2012年）
- 114 （2013年 - 2014年）
- 118 （2015年 - 2016年）
- 20 （2015年） ※福井ミラクルエレファンツ派遣時

### 登録名
- 佐村幹久 （さむら みきひさ、2012年 - 2013年）
- トラヴィス （2014年 - 2016年）